# Europameisterschaften im Modernen Fünfkampf 1987
Die ersten Europameisterschaften im Modernen Fünfkampf wurden 1987 in West-Berlin ausgetragen. Es war der einzige Jahrgang, bei dem ausschließlich Herren die Kontinentalmeister ermittelten. Bereits bei der zweiten Auflage 1989 gab es auch einen Wettbewerb für Damen.

## Herren

### Einzel
| Platz | Land             | Sportler               |
| ----- | ---------------- | ---------------------- |
| 1     | Ungarn           | József Demeter         |
| 2     | Tschechoslowakei | Milan Kadlec           |
| 3     | Sowjetunion      | Wachtang Iagoraschwili |

### Mannschaft
| Platz | Land                   | Sportler                                           |
| ----- | ---------------------- | -------------------------------------------------- |
| 1     | Sowjetunion            | Wachtang Iagoraschwili A. Chaplanov German Juferow |
| 2     | Ungarn                 |                                                    |
| 3     | Vereinigtes Königreich |                                                    |

## Medaillenspiegel
| Platz | Land                   | Goldmedaille | Silbermedaille | Bronzemedaille |
| 1     | Ungarn                 | 1            | 1              | –              |
| 2     | Sowjetunion            | 1            | –              | 1              |
| 3     | Tschechoslowakei       | –            | 1              | –              |
| 4     | Vereinigtes Königreich | –            | –              | 1              |